# Pin Green
Pin Green – dzielnica miasta Stevenage, w Anglii, w Hertfordshire, w dystrykcie Stevenage. W 2011 roku dzielnica liczyła 6088 mieszkańców.